# Lydia Deveen
Lydia De Pauw-Deveen (Ukkel, 26 juni 1929) is een voormalige Belgische hoogleraar, conservator aan de Koninklijke Bibliotheek van België,  en politica voor de BSP en vervolgens de SP.

## Levensloop

### Jeugd en vroege loopbaan
Als dochter van Emanuel Deveen en Léa Van Houdt groeide ze op in een Vlaams-Brussels vrijzinnig en kunstminnend onderwijzersgezin. Ze maakte de Tweede Wereldoorlog bewust mee: al in 1941 sloot haar vader zich aan bij het gewapend verzet. Hij was onder meer betrokken bij de 'valse versie' van Le Soir die op 9 november 1943 door het Onafhankelijkheidsfront. werd verspreid. Lydia verstopte die achter de kaft van haar schoolschriften. Vader Deveen verloor veel van zijn strijdmakkers, maar werd nooit verraden.
Na de oorlog studeerde ze af aan de Grieks-Latijnse afdeling van het Koninklijk Atheneum van Sint-Jans-Molenbeek. Naar aanleiding van een toneelvoorstelling ("Elckerlyck") in samenwerking met het Atheneum van Koekelberg had ze al voor het eerst haar latere echtgenoot Frans De Pauw ontmoet.  Vervolgens werd ze in 1951 licentiaat in de Germanistiek aan de ULB en studeerde ze kunstgeschiedenis aan dezelfde universiteit. Frans De Pauw studeerde daar rechten, en werd er later hoogleraar. Hij behoorde tot de oprichters van de VUB en wordt beschouwd als de grondlegger van het Universitair Ziekenhuis Brussel. In 1953 kreeg ze een beurs van het Belgian American Educational Foundation (BAEF) waarmee het echtpaar naar New York kon verder studeren. In 1955 haalde ze er een master in de  kunstgeschiedenis aan de Colombia University. Na haar studies was Lydia De Pauw van 1957 tot 1972 actief als bibliothecaris bij de Koninklijke Bibliotheek en vervolgens werd ze in 1971 conservator van het Prentenkabinet. In die periode, in 1964, werkte ze haar doctoraat in de letteren en de wijsbegeerte af aan de ULB. Bovendien werd ze in 1970 docent en in 1978 hoogleraar Kunstgeschiedenis aan de VUB, hetgeen ze zou blijven tot aan haar emeritaat in 1992. Ook publiceerde ze frequent in het tijdschrift Links, waarvan ze behoorde tot het redactiecomité.

### Politieke carrière
Deveen was in 1968 nauw betrokken bij de oprichting van de Rode Leeuwen, de dissidente beweging van Vlaamsgezinde socialisten in de kieskring Brussel-Halle-Vilvoorde die naar aanleiding van de verkiezingen dat jaar ontstond nadat Vlaamse socialisten op de Brusselse kamerlijst naar onverkiesbare plaatsen waren verwezen. Ze inspireerde tevens de CVP-politici Rika De Backer en Hugo Weckx om van Brussel de hoofdstad van Vlaanderen te maken. Bovendien was ze activiste binnen de vrouwenbeweging en lid van het partijbureau van de SP. Van 1977 tot 1980 was ze voorzitter van de SP-afdeling van de agglomeratie Brussel.
In januari 1979 werd ze door de SP afgevaardigd als provinciaal senator voor Brabant in de Belgische Senaat, een mandaat dat ze tot in december 1987 uitoefende. In de Senaat zetelde ze tussen mei en oktober 1980 in de commissies Culturele Zaken en Wetenschapsbeleid en Justitie en van 1981 tot 1987 in de commissies Ontwikkelingssamenwerking (1981-1987), Justitie (1981-1987) en Onderwijs en Wetenschap (1983-1987). In de periode januari 1979-oktober 1980 zetelde ze als gevolg van het toen bestaande dubbelmandaat ook in de Cultuurraad voor de Nederlandse Cultuurgemeenschap, die op 7 december 1971 werd geïnstalleerd. Ze was er tussen juni en oktober 1980 lid van de commissie Jeugdbeleid, Permanente Vorming en Sport. Van 21 oktober 1980 tot november 1981 was ze tevens korte tijd lid van de Vlaamse Raad. Van 1971 tot 1983 was De Pauw ook lid van de Brusselse Agglomeratieraad en van 1976 tot 1982 was ze gemeenteraadslid van Brussel.
Tevens werd ze in april 1979 staatssecretaris voor het Brusselse Gewest in de regering-Martens I, een functie die ze tweemaal bekleedde tot mei 1980 en van oktober 1980 tot december 1981. Ze volgde in april 1979 Vic Anciaux (Volksunie) in deze functie op. Haar staatssecretarisschap werd tussen me en oktober 1980 onderbroken door dat van August De Winter van de PVV en ze werd in december 1981 opgevolgd door Annemie Neyts, ook politiek actief voor de PVV. Als staatssecretaris lagen haar bevoegdheden vooral op het vlak van sociale huisvesting. Om de Vlamingen gelijke kansen te geven bij de aanvragen voor sociale woningen slaagde Deveen er in 1981 in een wet te laten stemmen die de toegang tot de sociale woningen afhankelijk maakte van meer objectieve sociale factoren. Ze zette ze zich ook in voor de Vlaamse cultuur, een correcte toepassing van de taalwetgeving en voor een beter lager, middelbaar en hoger Nederlandstalig onderwijs in Brussel. Tegelijk streefde ze zowel persoonlijk als in haar beleid naar meer openheid en ruimdenkendheid van de Vlamingen tegenover vreemde culturen die voor de Vlaamse gemeenschap een verrijking zouden betekenen.
Van 1980 tot 2005 was ze voorzitter van de Vermeylenkring, de Brusselse afdeling van het Vermeylenfonds, en vanaf 1980 was ze ondervoorzitter van de 'Vereniging voor Tentoonstellingen van het Paleis voor Schone Kunsten. In 1987 stichtte ze het Centrum voor Vrouwenstudie aan de Vrije Universiteit Brussel. Vanaf 1996 was ze voorzitter van de Brusselse Commissie voor Monumenten en Landschappen. Zij was ook lid van de raad van beheer van de Koninklijke Vlaamse Schouwburg, de Advieswerkgroep Kunsten bij het College van de Vlaamse Gemeenschapscommissie en lid van de Vlaamse Commissie voor Monumenten en Landschappen. Hierdoor kon zij het Nederlandstalig beleid in Brussel jarenlang stimuleren.

### Kunst
Gedurende heel haar leven beoefende ze zelf de beeldende kunst. Het liefst maakte ze portretten in potlood van al dan niet bekende personen die ze tegenkwam, liefst zonder dat ze het merkten. Hiermee illustreerde ze onder meer haar boek "Momenten in Profiel".

## Vernoeming
Het Brussels Studiecentrum Lydia De Pauw-Deveen in de Ravensteingalerij te Brussel is naar haar vernoemd, het werd opgericht op 20 november 1990. Ook de Hoofdstedelijke Middenschool Lydia Deveen, geopend op 1 september 2025, werd naar vernoemd.